# Glypta tuta
Glypta tuta là một loài tò vò trong họ Ichneumonidae.